# Sassello
Sassello is een gemeente in de Italiaanse provincie Savona (regio Ligurië) en ligt 26 kilometer ten noorden van Savona en 58 kilometer ten westen van Genova. Sassello telt 1768 inwoners (31-12-2004). De oppervlakte bedraagt 100,3 km², de bevolkingsdichtheid is 18 inwoners per km².
De volgende frazioni maken deel uit van de gemeente: Piampaludo.

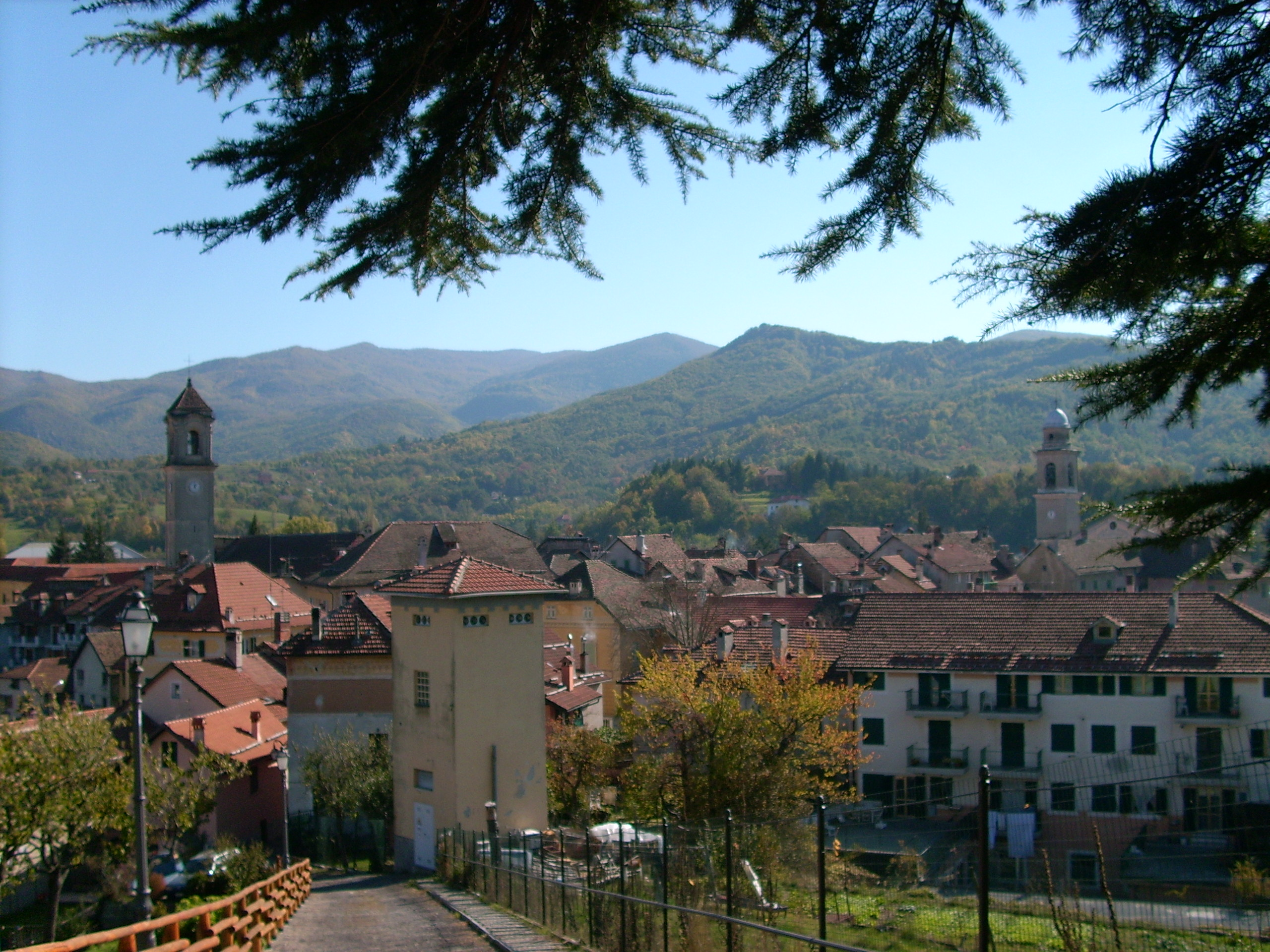
Sassello
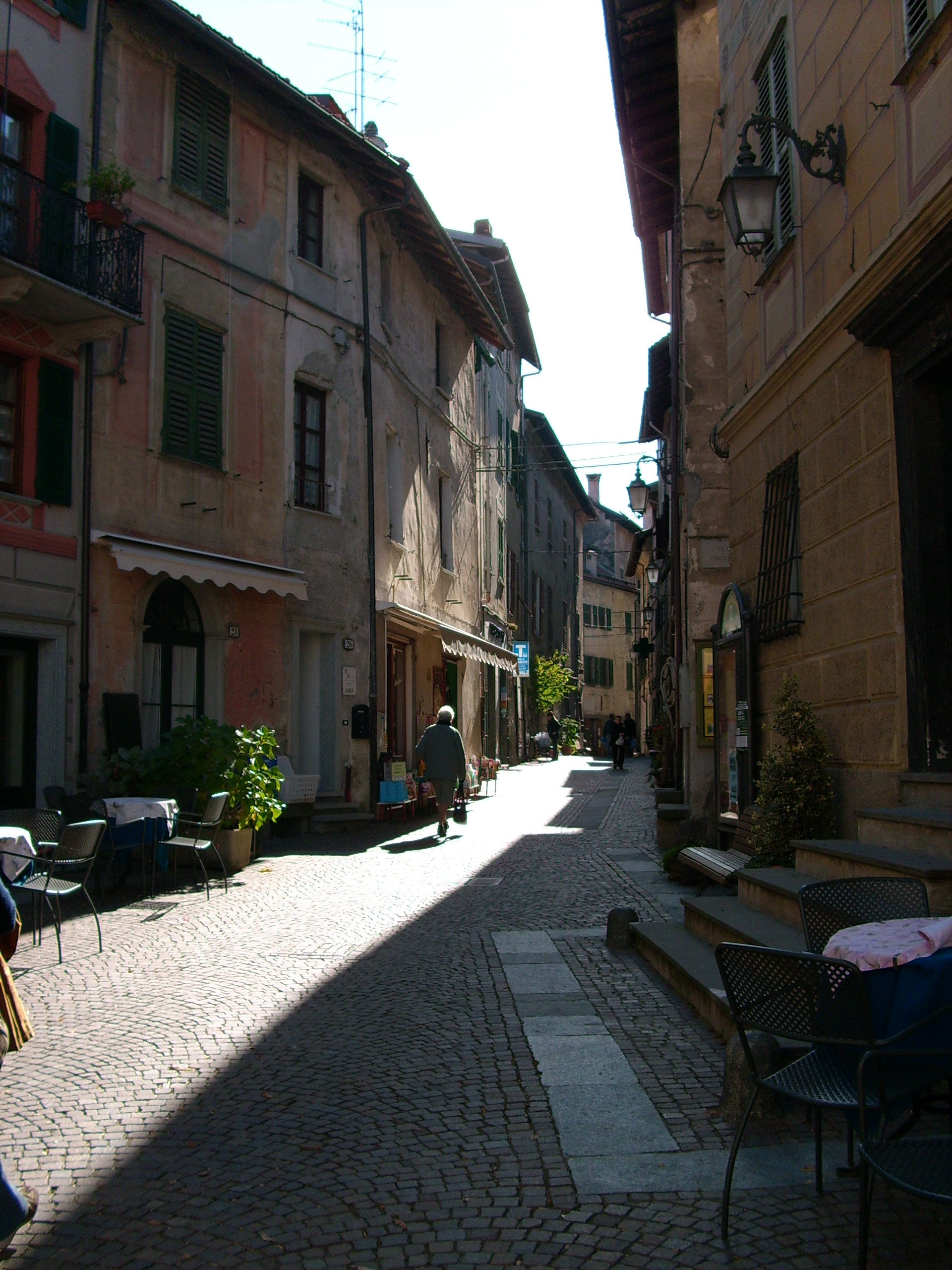
Straat in Sassello
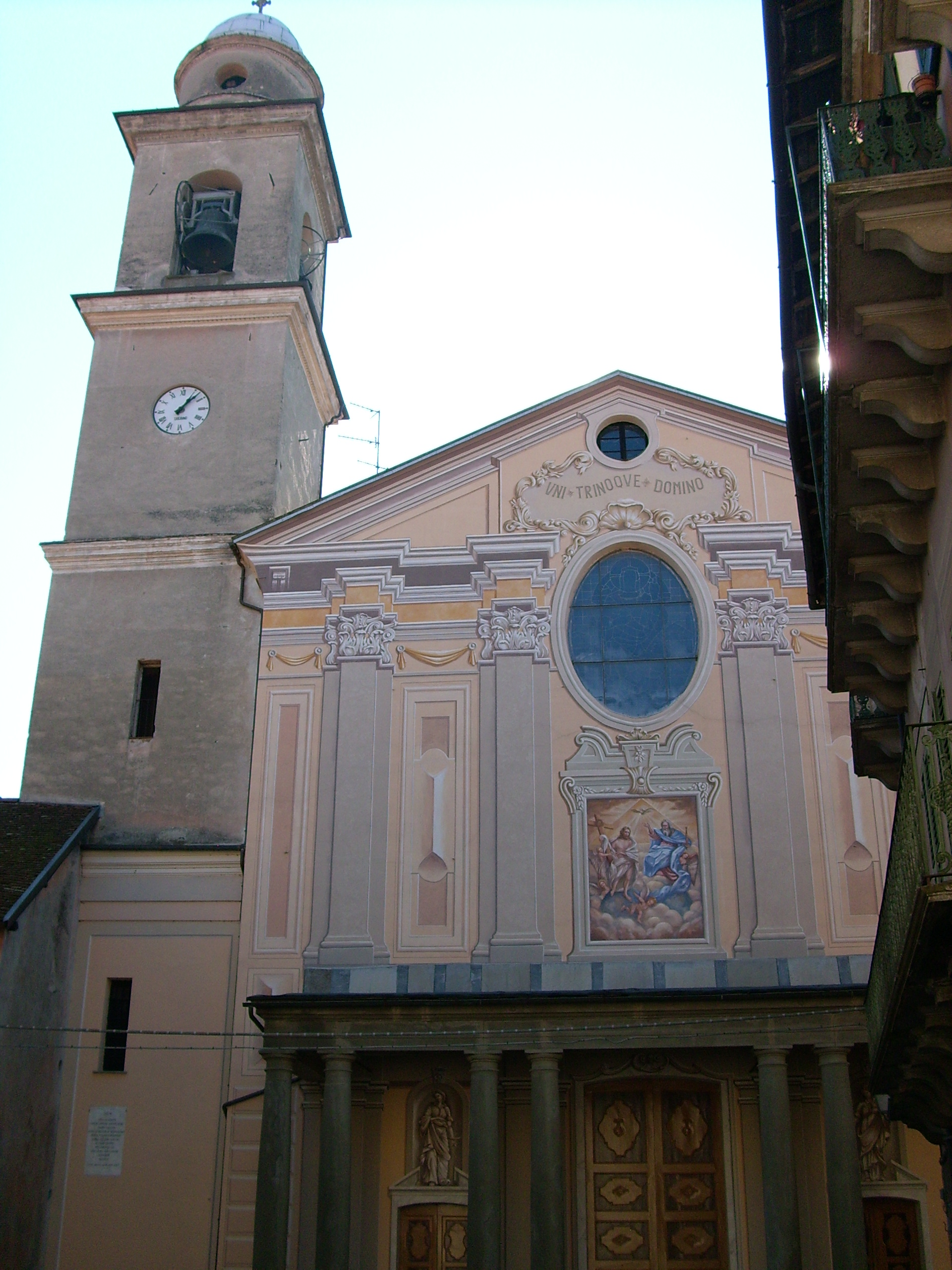
Kerk in Sassellojpg
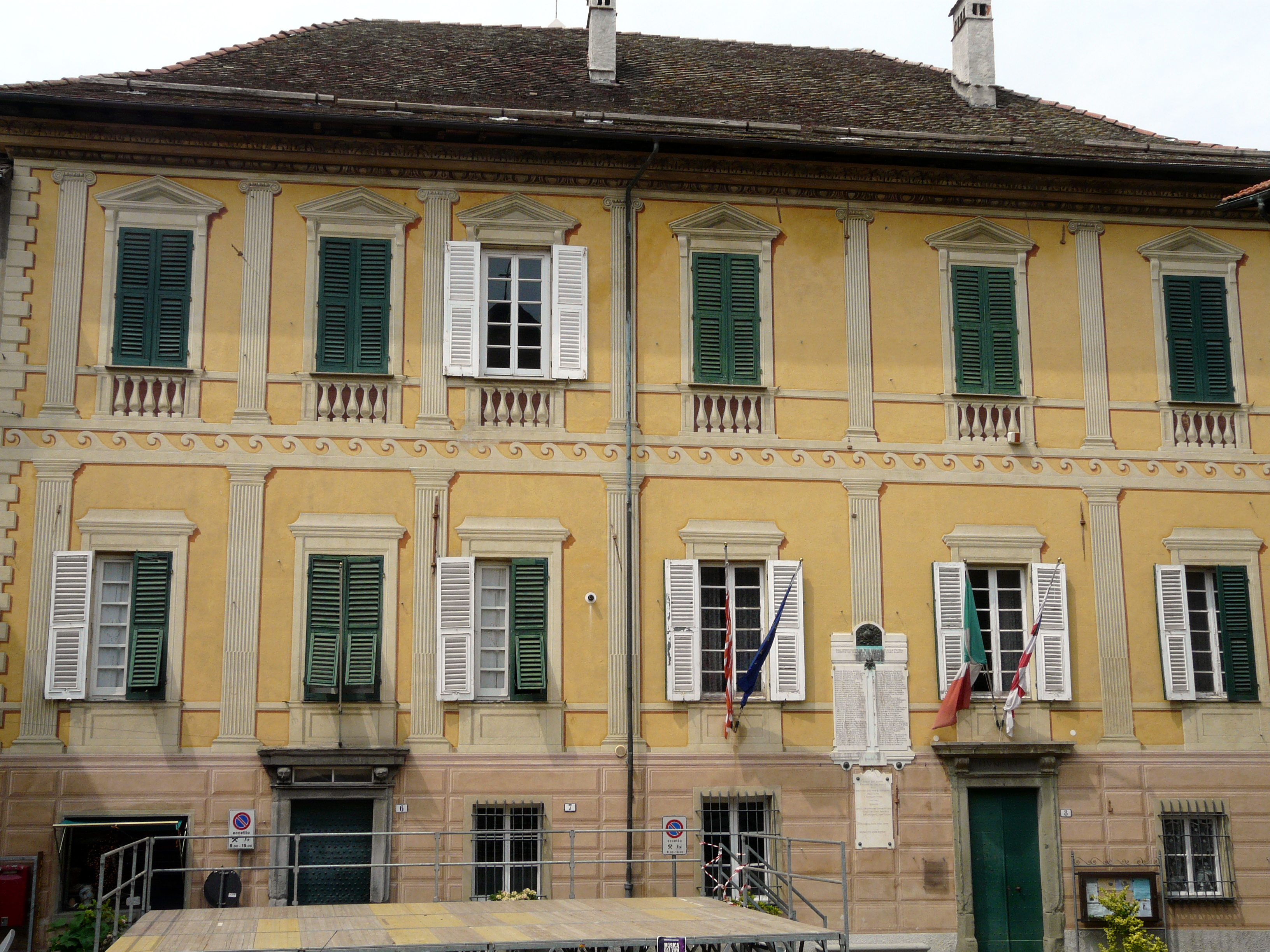
Gemeentehuis

## Demografie
Sassello telt ongeveer 922 huishoudens. Het aantal inwoners daalde in de periode 1991-2001 met 3,1% volgens cijfers uit de tienjaarlijkse volkstellingen van ISTAT.
| Jaar | Inwoneraantal |
| ---- | ------------- |
| 1991 | 1822          |
| 2001 | 1765          |

## Geografie
Sassello grenst aan de volgende gemeenten: Arenzano (GE), Cogoleto (GE), Genua (GE), Mioglia, Pareto (AL), Pontinvrea, Ponzone (AL), Stella, Tiglieto (GE), Urbe, Varazze.